# Frans van Dorne

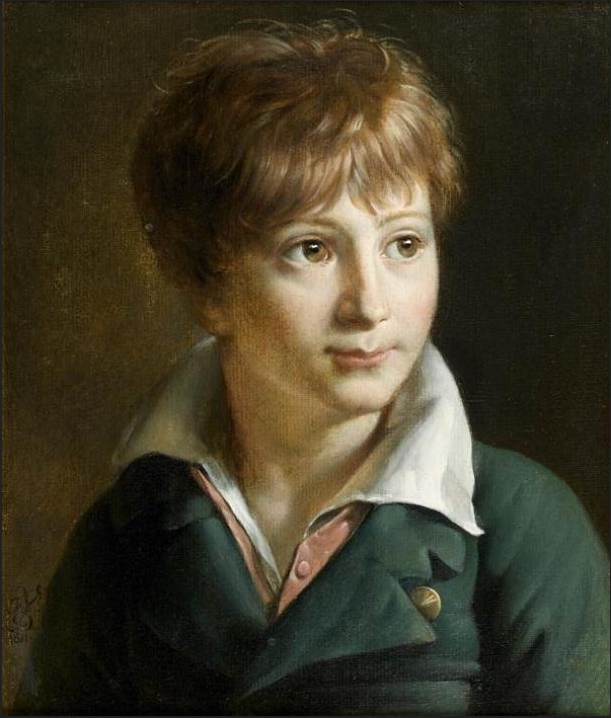
Portrait d'un jeune homme

Frans van Dorne ou François van Dorne
, né à Louvain, baptisé le 10 avril 1776, et mort dans la même ville le 30 novembre 1848, est un peintre flamand de portraits et de sujets religieux aussi connu pour ses natures mortes. Il se forme à Paris auprès du peintre néoclassique français Jacques-Louis David. Van Dorne travaille à Paris jusqu'en 1822, année de son retour dans sa ville natale de Louvain.

## Biographie
Frans van Dorne est le fils de Martin van Dorne et Petronilla Ekermans. Son père, peintre reconnu de natures mortes, a été nommé peintre de cour par le prince Charles Alexandre de Lorraine, gouverneur des Pays-Bas autrichiens.  

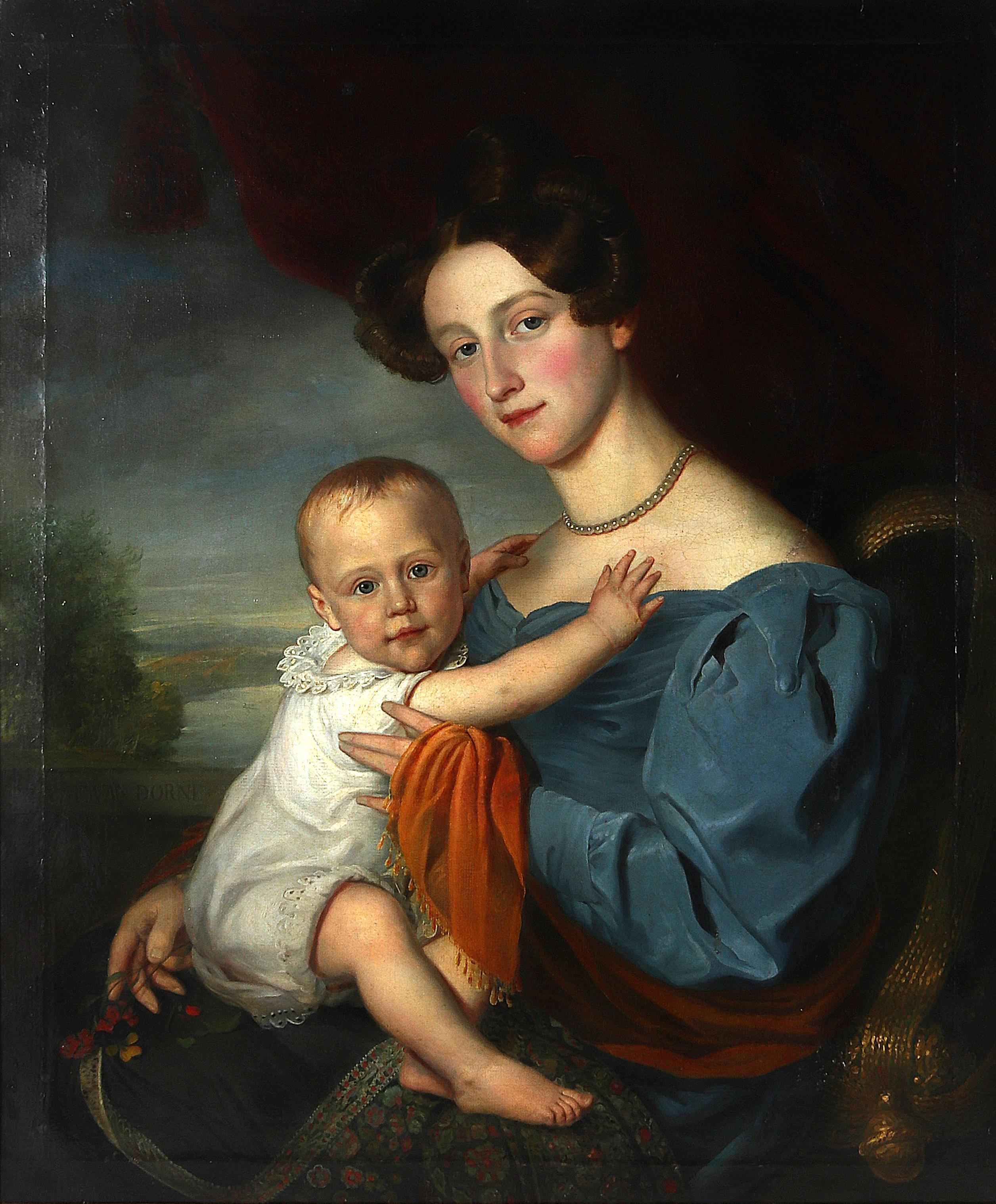
Mère et enfant

Il s’initie à la peinture avec son père, puis étudie avec Pieter-Jozef Verhaghen, peintre d'histoire et de portrait dans le style baroque et peintre de cour de Marie-Thérèse d'Autriche . Verhaghen est alors professeur à l'Académie de Louvain, fondée en octobre 1800 par le père de van Dorne avec Verhaghen, François Xavier Joseph Jacquin, Josse-Pieter Geedts, Frans Berges, Pieter Goyers et Antoon Clevenbergh.  
Van Dorne remporte le prix de « dessin à l'Antique » à l'Académie en 1802. Grâce à ce prix, il dispose des ressources financières nécessaires pour poursuivre ses études à Paris. À Paris, il est l'un des élèves choisis par Jacques-Louis David, peintre néoclassique français. Il restera longtemps travailler dans la capitale.
En 1806, il reçoit des magistrats de sa ville natale de Louvain une commande pour peindre un portrait en pied de l'empereur Napoléon . En 1808, Van Dorne propose une peinture mythologique représentant Vénus au Salon de Paris de 1808. L’œuvre est mal accueillie par la critique et à partir de ce moment, l'artiste décide de ne se consacrer qu'à la peinture de portrait. 
Van Dorne épouse Maria Theresia Bastiné, la sœur du peintre Jean-Baptiste Bastiné de Louvain, un artiste qui a également étudié auprès de David à Paris à peu près en même temps que van Dorne .  

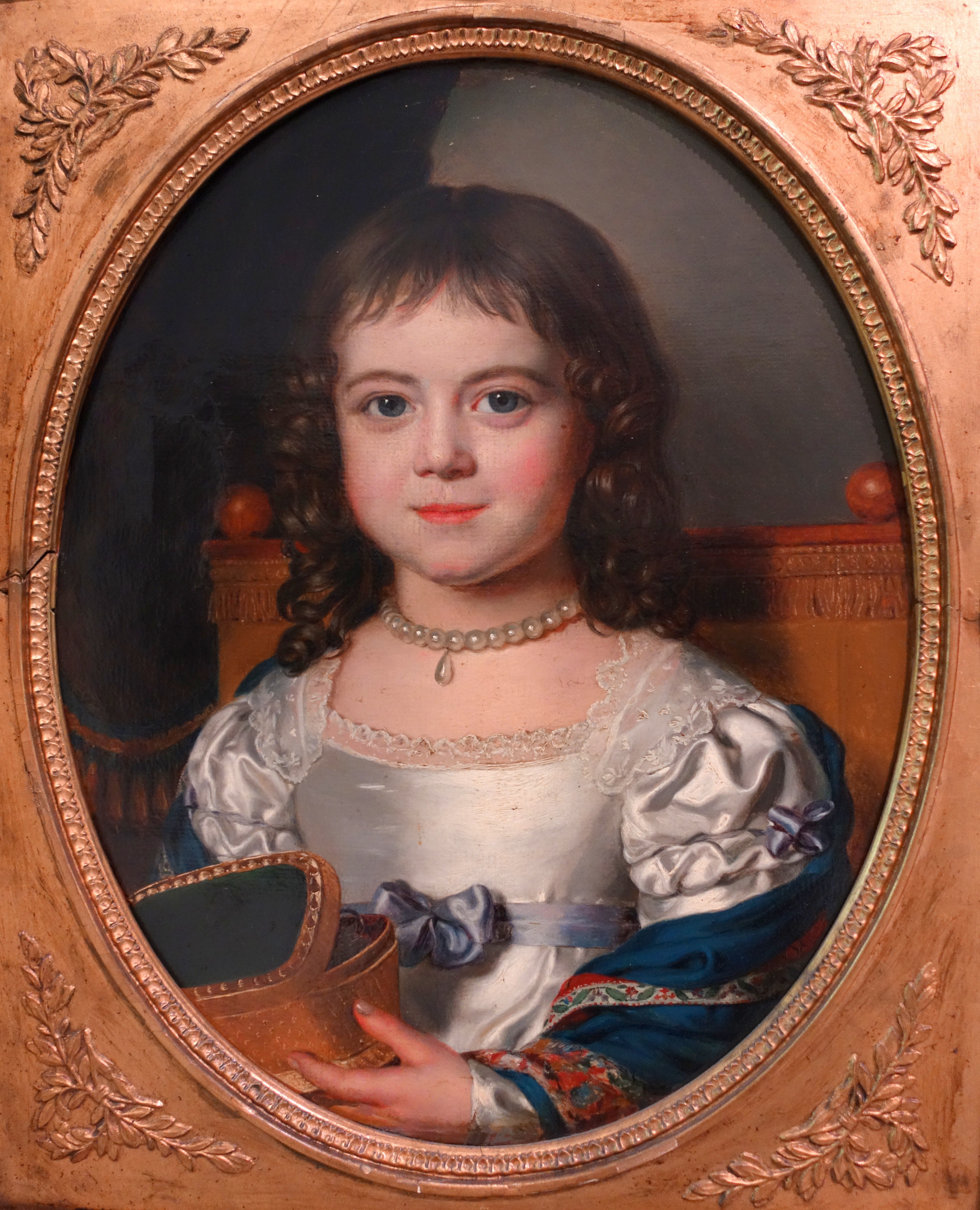
Fanny Van Dorne, la fille de l'artiste

Van Dorne reste à Paris jusqu'en 1822, année où il retourne dans sa ville natale de Louvain. Il réalise un grand nombre de portraits jusqu'à la fin de sa carrière. Il reçoit notamment une commande d'une institution monastique en Angleterre pour quatre compositions religieuses représentant divers épisodes de la vie de la Vierge. Il a également peint une copie d'un chef-d'œuvre du maître baroque flamand Gaspar de Crayer pour l' église Saint-Pierre de Louvain .
Il meurt à Louvain le 30 novembre 1848.

## Œuvre
Frans van Dorne est principalement un portraitiste bien qu'il ait également peint un certain nombre de compositions religieuses. Ses portraits montrent l'influence du classicisme français qu'il a étudié avec David en France .  